# Sainte-Marie de La Tourette
Sainte-Marie de La Tourette (vaak simpelweg La Tourette genoemd) is een klooster in de gemeente Éveux, ongeveer 15 km ten noordwesten van Lyon. 
Het grotendeels betonnen gebouw, dat in 1960 voltooid was, werd ontworpen door Le Corbusier en is een monument. Het interieur is minimalistisch zoals dat bij kloosters vaker voorkomt. Een voorbeeld hiervan is dat er geen verlichting is in de trappenhuizen, behalve een kleine neonlamp waar de trappen beginnen en eindigen.
Tijdens de 40e sessie van de Commissie voor het Werelderfgoed in Istanbul werd dit bouwwerk van Le Corbusier samen met een aantal andere van zijn meest markante constructies onder de noemer Architecturaal werk van Le Corbusier op 17 juli 2016 erkend als UNESCO werelderfgoed en toegevoegd aan de werelderfgoedlijst.
- Bibsys: 4007940
- Bibliothèque nationale de France: cb120636273 (data)
- Catàleg d'autoritats de noms i títols de Catalunya: 981058614758806706
- International Standard Name Identifier: 0000 0001 2180 0013
- Library of Congress Control Number: n85319193
- Nationale bibliotheek van Australië: 63539221
- Nationale Bibliotheek van Israël: 987007599554105171
- Système universitaire de documentation: 028895320
- Virtual International Authority File: 147291158
- WorldCat: E39QH7JmmQyKJQY4f7d77bwGB6

Mont-Saint-Michel en baai · Kathedraal van Chartres · Paleis en park van Versailles · Basiliek van Vézelay op de colline éternelle · Prehistorische locaties en beschilderde grotten in de Vézèrevallei · Paleis en park van Fontainebleau · Kathedraal van Amiens · Romeins theater en omgeving en de triomfboog van Orange · Arles, Romeinse en romaanse monumenten · Cisterciënzer Abdij van Fontenay · Zoutziederij Salins-les-Bains en Koninklijke zoutziederij Arc-et Senans · Place Stanislas, Place de la Carrière en Place d'Alliance in Nancy · Abdijkerk van Saint-Savin-sur-Gartempe · Golf van Porto: Calanches de Piana, Golf van Girolata, Natuurreservaat Scandola · Pont du Gard · Straatsburg: Grande-Île · Parijs: oevers van de Seine · Kathedraal Notre Dame, Abdij van Saint-Remi en Paleis van Tau in Reims · Kathedraal van Bourges · Historisch centrum van Avignon · Canal du Midi · Historische vestingstad Carcassonne · Nationaal park Pyrénées-Mont Perdu · Pelgrimsroutes in Frankrijk naar Santiago de Compostella · Historisch Lyon · Rechtsgebied van Saint-Émilion · Loiredal tussen Sully-sur-Loire en Chalonnes-sur-Loire · Provins, stad van middeleeuwse jaarmarkten · Le Havre, stad herbouwd door Auguste Perret · Belforten in België en Frankrijk · Bordeaux, Port de la Lune · Vestingwerken van Vauban · Lagunes van Nieuw-Caledonië: rifdiversiteit en ecosystemen · Bisschopsstad Albi · Pitons, cirques en "remparts" van het eiland Réunion · De Causses en de Cevennen, mediterraan agropastoraal cultuurlandschap · Prehistorische paalwoningen in de Alpen · Steenkoolbekken van Nord-Pas-de-Calais · Beschilderde grot van de Pont d'Arc, bekend als de Grotte Chauvet-Pont-d’Arc, Ardèche · De climats van de wijnstreek Bourgogne · Heuvels, huizen en wijnkelders van Champagne · Architecturaal werk van Le Corbusier · Taputapuātea · Tektonisch landschap Chaîne des Puys en Limagnebreuklijn · Franse Zuidelijke Gebieden en Zeeën · Historische kuuroorden van Europa (Vichy) · Vuurtoren van Cordouan · Nice, winterbadplaats aan de Rivièra  · Oude en voorhistorische beukenbossen van de Karpaten en andere regio's van Europa ·  Te Henua Enata - De Markiezeneilanden